# Cervejaria Sassen
Cervejaria Sassen foi uma cervejaria brasileira, de Porto Alegre.
A cervejaria foi fundada em 1879, por Guilherme Becker, polidor de ágatas e pedras semipreciosas na Alemanha, que emigrou para o Brasil em 1869, indo residir em Linha Nova. Após seu casamento com Elisabeth Ritter foi incentivado pelo sogro, a mudar-se para Porto Alegre e abrir uma cervejaria, o que fez, um ano após o casamento. Por causa de seu passado de polidor, acabou falecendo com silicose, aos 39 anos. No período de doença, foi auxiliado na administração da cervejaria por Henrique Ritter que depois abriria uma cervejaria própria.
A viúva casou-se novamente, com um amigo de Guilherme, Bernhard Sassen em 1890. Bernhard Oswald Sassen, nasceu em 1852, na Alemanha, emigrou para Porto Alegre em 1869, onde iniciou diversos negócios por conta própria, com o casamento passou a administrar a cervejaria Ao mesmo tempo, Henrique Ritter, afastou-se dos negócios e foi abrir uma cervejaria própria. Pouco tempo depois o nome da cervejaria mudou para Cervejaria Sassen.
Em 1901 expôs na Exposição Agroindustrial de 1901, estando situada na Rua Cristóvão Colombo, 43, com 16 operários, com capacidade de fazer 10 000 garrafas por dia das cervejas "Bock" (custava 600 réis) e "Preta e Branca", de 360 réis.
Foi premiada na Exposição Brasileira-Allemã com medalha de ouro, em 1881; também com medalha de prata na Exposição Sul-Americana de Berlim, em 1886 e com diploma na Exposição Brasileira de Berlim, em 1882.
Com o desaparecimento de grande parte das cervejarias nos anos posteriores (no final do século XIX havia 21 fabricantes de cerveja em Porto Alegre), a cervejaria se fundiu com a Cervejaria Bopp e Cervejaria H. Ritter & Filhos, em 1 de julho de 1924, para constituir a Cervejaria Continental (Cervejaria Bopp, Sassen, Ritter e Cia Ltda.), que instalou-se no prédio da Cervejaria Bopp com todo o seu maquinário.